# Guter Hirt (Hildesheim)

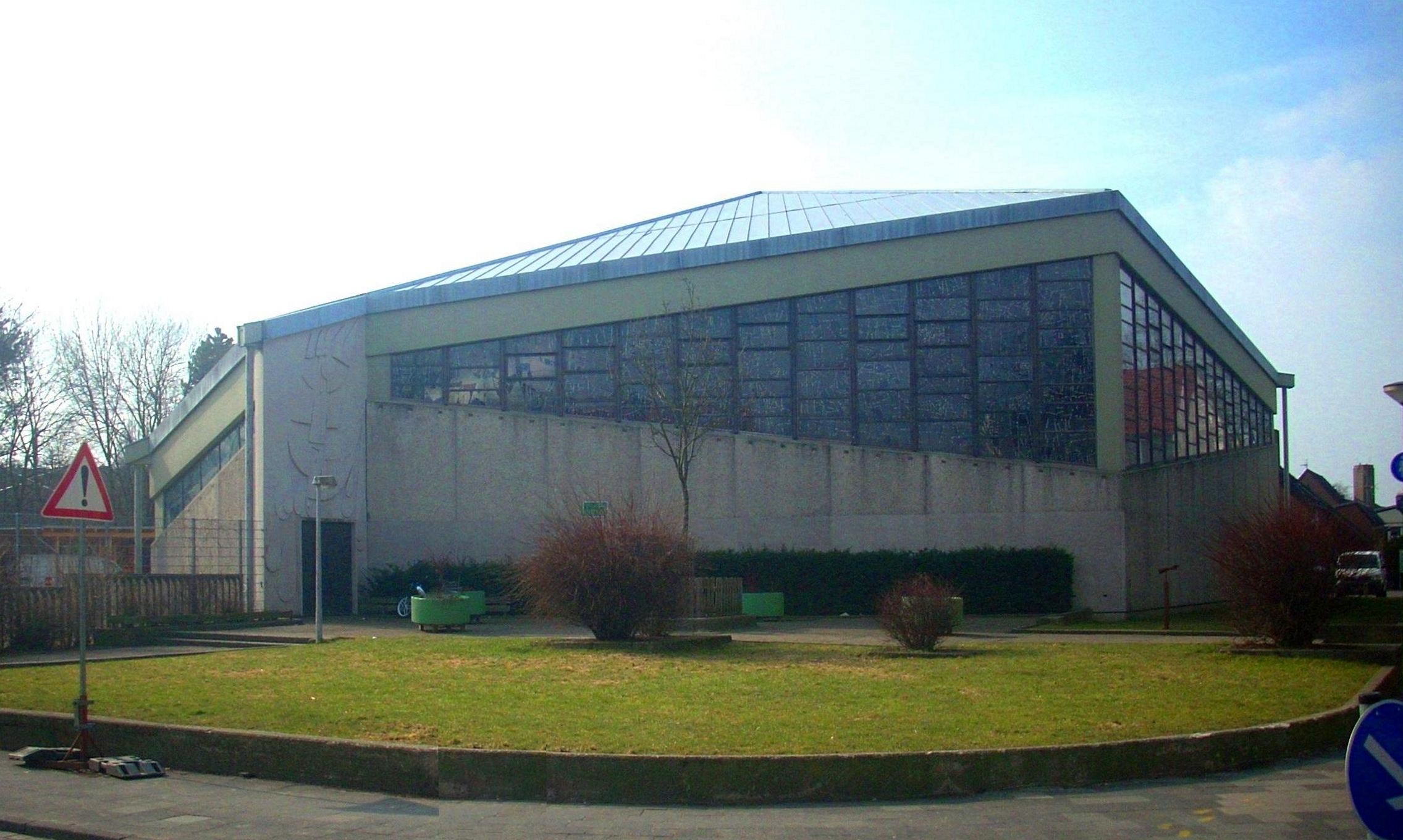
Die Kirche Guter Hirt

Guter Hirt ist die katholische Kirche im nördlichen Teil der Oststadt von Hildesheim, dem so genannten Fahrenheitgebiet. Die Kirche trägt den Kirchentitel Guter Hirt nach dem Ich-bin-Wort Jesu Ich bin der gute Hirt (Joh 10,11 ). Die Kirche befindet sich im Altfriedweg 1 (Ecke Fahrenheitstraße). Sie ist eine Filialkirche der Pfarrgemeinde Mariä Lichtmess mit Sitz in Drispenstedt und gehört zum Dekanat Hildesheim des Bistums Hildesheim.

## Geschichte
Planungen für die Kirche begannen in den 1960er Jahren mit der raschen Bebauung des umliegenden Areals, das durch Ausfallstraßen abgegrenzt, aber auch durch Eisenbahnlinien geteilt ist. 1966 wurde zunächst die Kindertagesstätte „Guter Hirt“ erbaut, in der anfangs auch die Gottesdienste stattfanden. 1968 folgte der Bau des Pfarrheimes, 1969 das Pfarrhaus.
1969 wurde auch die Kirche gebaut, am 21. Dezember 1969 erfolgte ihre Konsekration. Am 1. September 1970 wurde aus Teilen der St. Johannes- und der St.-Elisabeth-Pfarrei die neue Kirchengemeinde errichtet, am 1. Dezember 1982 wurde sie zur Pfarrei erhoben.
Ab dem 1. August 2004 gehörte die Kirche zur Pfarrei St. Johannes Evangelist, die Pfarrei Guter Hirt wurde in diesem Zusammenhang aufgelöst. Seit dem 1. November 2006 gehört die Kirche, ebenso wie die St. Johannes-Kirche, zur Pfarrei Mariä Lichtmess.
Das Wohngebiet gehört zu den sozial schwächeren Stadtbereichen mit starker Fluktuation und hohem Migrantenanteil. Daher hatte das Gemeindeleben von Anfang an einen karitativen Akzent. Der Soziale Mittagstisch, ein tägliches offenes Angebot, ist zu einem Begriff in Stadt und Region geworden. Er wurde im Jahr 2009 um eine Soziale Warenhalle erweitert.

## Architektur und Ausstattung
Die Kirche, entworfen von Josef Fehlig, ist ein turmloser Zentralbau aus Sichtbeton auf unregelmäßig-polygonalem Grundriss. Die steigenden und fallenden Linien der Wände und, in Gegenrichtung dazu, der Fensterflächen verleihen dem Bau Bewegtheit. Über dem Eingang deutet ein großflächiges Betonrelief das Pfingstgeschehen an. Die Inneneinrichtung wurde 1969 vom Hildesheimer Künstler Paul König (1932–2015) entworfen.